# 15278 Paquet
A 15278 Paquet (ideiglenes jelöléssel 1991 PG7) egy kisbolygó a Naprendszerben. Eric Walter Elst fedezte fel 1991. augusztus 6-án.